# Astragalus aspindzicus
Astragalus aspindzicus — вид квіткових рослин з родини бобових (Fabaceae). Ареал охоплює такі країни: Грузія (Абруццо, раніше й Калабрія).

## Середовище
Зустрічається в Месхетійській улоговині, Південна Грузія. Росте на сухих кам'янистих місцях, у середньому гірському поясі між 1500–1800 м над рівнем моря. Основними загрозами є втрата середовища існування, спричинена людиною, та деградація, спричинені сільськогосподарською діяльністю та будівництвом доріг.